# Alena Bahníková
Alena Bahníková (* 1948) ist eine tschechische Übersetzerin. Sie übersetzt Werke aus dem Italienischen und ist die Autorin eines Italienisch-Schulbuches.

## Übersetzungen
- Federico Fellini: Amarcord
- Leonardo da Vinci: Nápady (Einfälle)
- Renato Guttuso: O malířích (Über Maler)